# دریایی که می‌اندیشد
دریایی که می‌اندیشد (به هلندی: De zee die denkt) یک فیلم تجربی هلندی به کارگردانی خرت دو خرف محصول سال ۲۰۰۰ است. این فیلم استفاده بسیاری از خطای دید می‌کند تا یک «داستان در داستان» را حول یک فیلمنامه‌نویس که فیلمنامه‌ای با عنوان دریایی که می‌اندیشد را می‌نویسد، روایت کند. روایت داستان فیلم به‌شکل غیرخطی است.